# Дубівська сільська територіальна громада (Волинська область)
Дубівська сільська громада — територіальна громада в Україні, в Ковельському районі Волинської області. Адміністративний центр — село Дубове.
Утворена 26 липня 2016 року шляхом об'єднання Городищенської, Дубівської та Облапської сільських рад Ковельського району.
Внаслідок адміністративно-територіальної реформи України 2020 року, до складу громади приєдналися території Буцинської та Секунської сільських рад та населені пункти Буцинь, Секунь Старовижівського району Волинської області.

## Населені пункти
До складу громади входять 10 сіл.Бахів, Вербка, Городище, Гредьки, Дубове, Красноволя, Мислина та Облапи увійшли до складу громади у 2016 році.
12 квітня 2020 року до складу громади уввійшли села: Буцинь та Секунь.

## Географія
Територією громади протікає річка Турія, притока Прип'яті.На півночі межує з озером Пісочне.
На час створення Дубівської сільської громади, її  площа складала 125 кілометрів Густота населення становила 29,09 осіб/км.квадратний.
З 2020 року території громади змінилась, а разом із цим площа і густота населення.Площа - 204,7 км.. Густота населення 25,13 осіб на кілометр квадратний.

## Населення
Станом на 2018 рік населення громади становило 3636 осіб.
На 2020 рік чисельність населення скаладає 5145 осіб. 

## Інфраструктура
Через села Вербка та Дубове проходить автошлях європейського значення E85, що з'єднує Егейське та Балтійське моря. В межах України траса має назву М19, ділянка Ковель—Ратне. Через село Вербка також проходить дорога місцевого значення Т 0311.
Територією громади проходить дві залізничні гілки: лінія Берестя — Київ, збудована ще в 1873 році, та лінія Ковель — Камінь-Каширський.
Станом на 2017 рік на утриманні громади перебували 5 фельдшерсько-акушерських пунктів, 2 лікарські амбулаторії, 5 шкіл, 2 дитячі садки та 12 закладів культури.